# Liste der Barron-Hilton-Cup-Gewinner
Gewinner des Barron Hilton Cups
| Jahr      | Gewinner            | Kategorie                   |
| --------- | ------------------- | --------------------------- |
| 2006 2005 | Hans Wiesenthal     | Offene Klasse               |
| 2006 2005 | Herbert Just        | 15-Meter Klasse             |
| 2006 2005 | Jan-Ola Nordh       | Standardklasse              |
| 2006 2005 | Gerhard Heidebrecht | Clubklasse                  |
| 2006 2005 | Siegfried Baumgartl | Doppelsitzer                |
| 2006 2005 | Tim Harrison        | Neuseeland / Japan          |
| 2006 2005 | Gerrit Kurstjens    | Afrika / Australien         |
| 2006 2005 | Richard Kellerman   | Amerika-Ost                 |
| 2006 2005 | Bill Gawthrop       | Amerika-West                |
| 2006 2005 | Michael Sommer      | Weltmeister Offene Klasse   |
| 2006 2005 | Janusz Centka       | Weltmeister 15-Meter Klasse |

| Jahr | Gewinner        | Kategorie                          |
| ---- | --------------- | ---------------------------------- |
| 2004 | Matthias Schunk | Offene Klasse                      |
| 2004 | Herbert Weiß    | 15-Meter Klasse                    |
| 2004 | Petr Starek     | Standardklasse                     |
| 2004 | Jiri Kupec      | Clubklasse                         |
| 2004 | Sven Killinger  | Doppelsitzer                       |
| 2004 | Nicholas Reekie | Neuseeland / Japan                 |
| 2004 | Shinzo Takizawa | Afrika / Australien                |
| 2004 | Robert Templin  | Amerika-Ost                        |
| 2004 | Gordon Boettger | Amerika-West                       |
| 2004 | Holger Karow    | Weltmeister Offene Klasse          |
| 2004 | Christine Grote | Weltmeisterin Women’s Sports Class |

| Jahr      | Gewinner        | Kategorie           |
| --------- | --------------- | ------------------- |
| 2003 2002 | Denis Flament   | Offene Klasse       |
| 2003 2002 | Uwe Prodinger   | 15-Meter Klasse     |
| 2003 2002 | Kai Lindenberg  | Standardklasse      |
| 2003 2002 | Mathias Schunk  | Clubklasse          |
| 2003 2002 | Armin Behrendt  | Doppelsitzer        |
| 2003 2002 | Derek Kraak     | Neuseeland / Japan  |
| 2003 2002 | Malcom Williams | Afrika / Australien |
| 2003 2002 | Jim Price       | Amerika-Ost         |
| 2003 2002 | Steve Fossett   | Amerika-West        |

| Jahr      | Gewinner          | Kategorie                   |
| --------- | ----------------- | --------------------------- |
| 2001 2000 | Wolfgang Zarl     | Offene Klasse               |
| 2001 2000 | Hermann Trimmel   | 15-Meter Klasse             |
| 2001 2000 | Thomas Hynek      | Standardklasse              |
| 2001 2000 | Andreas Nagel     | Sportklasse                 |
| 2001 2000 | Gerd Spiegelberg  | Doppelsitzer                |
| 2001 2000 | Mike Gray         | Neuseeland / Japan          |
| 2001 2000 | Mark Bland        | Afrika / Australien         |
| 2001 2000 | John McGregor     | Amerika-Ost                 |
| 2001 2000 | Sergio Colacevich | Amerika-West                |
| 2001 2000 | Oscar Goudriaan   | Weltmeister Offene Klasse   |
| 2001 2000 | Werner Meuser     | Weltmeister 15-Meter Klasse |
| 2001 2000 | Laurent Aboulin   | Weltmeister Standardklasse  |

| Jahr      | Gewinner            | Kategorie                      |
| --------- | ------------------- | ------------------------------ |
| 1999 1998 | Günther Jacobs      | Offene Klasse                  |
| 1999 1998 | Peter Flosbach      | 15-Meter Klasse                |
| 1999 1998 | Eduard Supersperger | Standardklasse                 |
| 1999 1998 | Dietmar Weingant    | Sportklasse                    |
| 1999 1998 | Uli Gmelin          | Doppelsitzer                   |
| 1999 1998 | Mike Oakley         | Neuseeland / Japan             |
| 1999 1998 | Tom Claffey         | Afrika / Australien            |
| 1999 1998 | Allison Tyler       | Amerika-Ost                    |
| 1999 1998 | Robert Semans       | Amerika-West                   |
| 1999 1998 | Holger Karow        | Weltmeister Offene Klasse      |
| 1999 1998 | Giorgio Galetto     | Weltmeister 15-Meter Klasse    |
| 1999 1998 | Robert Scheiffarth  | Weltmeister Junior Sportklasse |

| Jahr      | Gewinner           | Kategorie                   |
| --------- | ------------------ | --------------------------- |
| 1997 1996 | Klaus Ohlmann      | Offene Klasse               |
| 1997 1996 | Friedrich Hofinger | 15-Meter Klasse             |
| 1997 1996 | Hans Endris        | Standardklasse              |
| 1997 1996 | Joachim Kuhlmann   | Sportklasse                 |
| 1997 1996 | Joachim Kuhlmann   | Doppelsitzer                |
| 1997 1996 | Terry Delore       | Neuseeland / Japan          |
| 1997 1996 | Helmut Fischer     | Afrika / Australien         |
| 1997 1996 | Roy McMaster       | Amerika-Ost                 |
| 1997 1996 | Jim Payne          | Amerika-West                |
| 1997 1996 | Gerard Lherm       | Weltmeister Offene Klasse   |
| 1997 1996 | Werner Meuser      | Weltmeister 15-Meter Klasse |
| 1997 1996 | Gisela Weinreich   | fünffache Europameisterin   |

| Jahr      | Gewinner                   | Kategorie                   |
| --------- | -------------------------- | --------------------------- |
| 1995 1994 | Norbert Thüring            | Offene Klasse               |
| 1995 1994 | Wolfgang Janowitsch        | 15-Meter Klasse             |
| 1995 1994 | Eric Soubrier/Julien Henry | Standardklasse              |
| 1995 1994 | Hans Fitterer              | Sportklasse                 |
| 1995 1994 | Friedrich Sommer           | Doppelsitzer                |
| 1995 1994 | Christopher Stephens       | Pazifikraum                 |
| 1995 1994 | David Stevenson, Jr.       | Amerika-Ost                 |
| 1995 1994 | Dan A. Matzke              | Amerika-West                |
| 1995 1994 | Ray Lynskey                | Weltmeister Offene Klasse   |
| 1995 1994 | Markku Kuittinen           | Weltmeister Standardklasse  |
| 1995 1994 | Eric Napoleon              | Weltmeister 15-Meter Klasse |

| Jahr      | Gewinner        | Kategorie                   |
| --------- | --------------- | --------------------------- |
| 1993 1992 | Vernon Spencer  | Offene Klasse               |
| 1993 1992 | Gösta Worf      | 15-Meter Klasse             |
| 1993 1992 | Erwin Ziegler   | Standardklasse              |
| 1993 1992 | Jürgen Muhle    | Sportklasse                 |
| 1993 1992 | Andreas Moser   | Doppelsitzer                |
| 1993 1992 | Bruce Tuncks    | Pazifikraum                 |
| 1993 1992 | John Good       | Amerika-Ost                 |
| 1993 1992 | Kempton Izuno   | Amerika-West                |
| 1993 1992 | Janusz Centka   | Weltmeister Offene Klasse   |
| 1993 1992 | Gilbert Gerbaud | Weltmeister 15-Meter Klasse |

| Jahr      | Gewinner            | Kategorie                   |
| --------- | ------------------- | --------------------------- |
| 1991 1990 | Klaus Wedekind      | Offene Klasse               |
| 1991 1990 | Siegfried Baumgartl | 15-Meter Klasse             |
| 1991 1990 | Erwin Ziegler       | Standardklasse              |
| 1991 1990 | Werner Scholz       | Sportklasse                 |
| 1991 1990 | Kilian Grefen       | Doppelsitzer                |
| 1991 1990 | Iris Mittendorf     | Amerika-Ost                 |
| 1991 1990 | Tom Serkowski       | Amerika-West                |
| 1991 1990 | Janusz Centka       | Weltmeister Offene Klasse   |
| 1991 1990 | Brad Edwards        | Weltmeister 15-Meter Klasse |

| Jahr      | Gewinner                     | Kategorie                   |
| --------- | ---------------------------- | --------------------------- |
| 1989 1988 | Klaus Wedekind               | Offene Klasse               |
| 1989 1988 | Gösta Worf                   | 15-Meter Klasse             |
| 1989 1988 | Peter Fischer                | Standardklasse              |
| 1989 1988 | Roland Brucker               | Sportklasse                 |
| 1989 1988 | Herbert Leykauf              | Doppelsitzer                |
| 1989 1988 | Karl Striedieck/John Seymour | Amerika-Ost                 |
| 1989 1988 | Larry Beck                   | Amerika-West                |
| 1989 1988 | Jean-Claude Lopitaux         | Weltmeister Offene Klasse   |
| 1989 1988 | Jacques Aboulin              | Weltmeister Standardklasse  |
| 1989 1988 | Bruno Gantenbrink            | Weltmeister 15-Meter Klasse |

| Jahr      | Gewinner             | Kategorie                   |
| --------- | -------------------- | --------------------------- |
| 1987 1986 | Wilfried Grosskinsky | Offene Klasse               |
| 1987 1986 | Hans Obermayer       | 15-Meter Klasse             |
| 1987 1986 | Joachim Prohaska     | Standardklasse              |
| 1987 1986 | Heiko Hertrich       | Sportklasse                 |
| 1987 1986 | Gerd-Uwe Staubach    | Doppelsitzer                |
| 1987 1986 | Don Hurd             | Nordamerika                 |
| 1987 1986 | Markku Kuittinen     | Weltmeister Standardklasse  |
| 1987 1986 | Brian Spreckley      | Weltmeister 15-Meter Klasse |

| Jahr | Gewinner             | Kategorie                   |
| ---- | -------------------- | --------------------------- |
| 1985 | Klaus Wedekind       | Offene Klasse               |
| 1985 | Walter Weinstock     | 15-Meter Klasse             |
| 1985 | Peter Fischer        | Standardklasse              |
| 1985 | Gerhard Kunerth      | Sportklasse                 |
| 1985 | Adolf Rossol         | Doppelsitzer                |
| 1985 | Wally Scott          | Nordamerika                 |
| 1985 | Leonardo Brigliadori | Weltmeister Offene Klasse   |
| 1985 | Doug Jacobs          | Weltmeister 15-Meter Klasse |

| Jahr | Gewinner           | Kategorie              |
| ---- | ------------------ | ---------------------- |
| 1984 | Hans-Werner Grosse | Offene Klasse          |
| 1984 | Bruno Gantenbrink  | 15-Meter Klasse        |
| 1984 | Gregor Stögner     | Standardklasse         |
| 1984 | Gerd-Uwe Staubach  | Sportklasse            |
| 1984 | Jürgen Wördehoff   | Doppelsitzer           |
| 1984 | Steve Koerner      | Nordamerika            |
| 1984 | George Lee         | dreifacher Weltmeister |

| Jahr | Gewinner            | Kategorie                   |
| ---- | ------------------- | --------------------------- |
| 1983 | Frederico Blatter   | Offene Klasse               |
| 1983 | Hans Peter Üblacker | 15-Meter Klasse             |
| 1983 | Erwin Sommer        | Standardklasse              |
| 1983 | Ingo Andresen       | Sportklasse                 |
| 1983 | Walter Binder       | Doppelsitzer                |
| 1983 | Ingo Renner         | Weltmeister Offene Klasse   |
| 1983 | Kees Musters        | Weltmeister 15-Meter Klasse |
| 1983 | Stig Oye            | Weltmeister Standardklasse  |

| Jahr | Gewinner                   | Kategorie               |
| ---- | -------------------------- | ----------------------- |
| 1982 | Martti Koivula/Antti Lehto | 15-Meter Klasse         |
| 1982 | Wilfried Grosskinsky       | Offene Klasse           |
| 1982 | Erwin Sommer               | Standardklasse          |
| 1982 | Ingo Andresen              | Sportklasse             |
| 1982 | Gerd-Uwe Staubach          | Doppelsitzer            |
| 1982 | Wally Scott                | Berringer Trophy Sieger |
| 1982 | Marc Schroeder             | Standardklasse          |

| Jahr | Gewinner        | Kategorie       |
| ---- | --------------- | --------------- |
| 1981 | Ingo Andresen   | 15-Meter Klasse |
| 1981 | Klaus Holighaus | Offene Klasse   |
| 1981 | Erwin Sommer    | Standardklasse  |
| 1981 | Hans Faehnlein  | Sportklasse     |
| 1981 | Michael Hankel  | Doppelsitzer    |

## Quelle
- Barron Hilton: Cup The Campions (Memento vom 24. März 2016 im Internet Archive)